# Administración Postal de las Naciones Unidas
Las Naciones Unidas son la única organización que puede emitir sellos postales, pese a no ser un país o territorio. En 1951 se firmó un acuerdo con las autoridades postales de los Estados Unidos por el cual se permite a las Naciones Unidas emitir sellos postales con valores en dólares de los Estados Unidos para su uso en la Sede de las Naciones Unidas en Nueva York exclusivamente.

Desde 1951 Se firmaron acuerdos análogos con las autoridades de Suiza en 1968 y con las de Austria en 1979. Actualmente la Administración Postal de las Naciones Unidas es la única autoridad postal que emite sellos en tres monedas: dólares de los Estados Unidos, francos suizos y euros. Los sellos se pueden usar para todo franqueo postal despachado en las oficinas de las Naciones Unidas en Nueva York, Ginebra o Viena.

Las Naciones Unidas emiten sellos definitivos y sellos conmemorativos. Habitualmente se emiten cada año seis nuevos sellos conmemorativos simultáneamente en Nueva York, Ginebra y Viena, que están a la venta durante 12 meses. Al fin del período, los sellos conmemorativos no vendidos se destruyen, y los agotados no se reimprimen. En cambio, los sellos definitivos tienen un período de venta indefinido y pueden reimprimirse en los valores necesarios para atender las necesidades generales del correo.

## Propósito
Los sellos tienen por objeto ilustrar los propósitos y logros de las Naciones Unidas y su sistema de organizaciones. Por tanto, los temas representados en los sellos de las Naciones Unidas son inusuales, en el sentido de que abarcan diversos asuntos y problemas mundiales. Por esa razón, unida a la calidad de la impresión y a los elementos de seguridad incluidos, que los asemeja a los billetes de banco, los sellos de las Naciones Unidas son muy populares entre los filatelistas de todo el mundo.